# Laccophilus quadrilineatus
Laccophilus quadrilineatus är en skalbaggsart som beskrevs av Horn 1871. Laccophilus quadrilineatus ingår i släktet Laccophilus och familjen dykare.

## Underarter
Arten delas in i följande underarter:
- L. q. quadrilineatus
- L. q. mayae
- L. q. tehuanensis